# Couvent des Récollets de Cambrai
L'ancien couvent des Récollets est un ancien couvent de la ville de Cambrai dans le département du Nord.
L'ancienne église (avec les restes de l'ancienne abbaye) fait l’objet d’une inscription au titre des monuments historiques depuis le 2 mars 1943.

## Histoire
Une communauté monastique, les Cordeliers, s'installa dès 1266 dans le couvent. Elle fut remplacée en 1600 par les récollets.
Alors qu'une cinquantaine de religieux occupait les lieux au XVIIIe siècle, il ne subsiste aujourd'hui que la nef de la chapelle et un bâtiment conventuel construit en 1612, qui abritait autrefois : la porterie, le parloir et le logement des hôtes à l'étage.
La chapelle, achevée en 1303 était  placée sous le vocable de la Sainte-Croix et de saint François. Son portail fut édifié en 1408 par l'évêque Pierre d'Ailly. Le clocher, dressé en 1504 fut deux fois rebâti avant sa disparition définitive au XIXe siècle.
Le chœur de la chapelle, aujourd'hui disparu, datait de 1623. Une recherche archéologique a permis d'en retrouver les fondations. Quelques vestiges rassemblés à cette occasion révèlent un gothique tardif contrastant avec le style très dépouillé de la nef.
En 1791, la Révolution mit un terme à plus de cinq siècles de vie monastique. Les religieux furent chassés de leur couvent qui devint propriété de la Nation. Il fut alors réutilisé en parc à fourrages militaires, fonction qui fut la sienne jusqu'au XXe siècle.
En 1854, les risques d'incendie que constituaient ces stocks en plein air à proximité de plusieurs ruines firent envisager de tout démolir et de reconstruire un parc à fourrage plus vaste sur ce terrain. Le projet fut finalement abandonné.
Ce qui fut le couvent des Récollets connaît désormais une nouvelle vie. L'école Malraux lui offre un cadre magnifique et prestigieux.